# Macroprotodon
Macroprotodon is een geslacht van slangen uit de familie toornslangachtigen (Colubridae) en de onderfamilie Colubrinae.

## Naam en indeling
De wetenschappelijke naam van de groep werd voor het eerst voorgesteld door Alphone Guichenot in 1850.
Er zijn vier soorten, inclusief de pas in 2001 beschreven soort Macroprotodon abubakeri.

### Soorten
Het geslacht omvat de volgende soorten, met de auteur en het verspreidingsgebied.
| Naam                                 | Auteur                       | Verspreidingsgebied                                                         |
| ------------------------------------ | ---------------------------- | --------------------------------------------------------------------------- |
| Macroprotodon abubakeri              | Wade, 2001                   | Marokko, Algerije                                                           |
| Macroprotodon brevis                 | Günther, 1862                | Marokko, Gibraltar                                                          |
| Mutsslang (Macroprotodon cucullatus) | Geoffroy De St-Hilaire, 1827 | Spanje, Portugal, Italië, Marokko, Algerije, Tunesië, Libië, Egypte, Israël |
| Macroprotodon mauritanicus           | Guichenot, 1850              | Marokko, Algerije, Tunesië, Balearen                                        |

## Verspreiding en habitat
De verschillende soorten komen voor in delen van noordelijk Afrika, het Midden-Oosten en uiterst zuidwestelijk Europa. Ze leven in de landen Spanje, Portugal, Italië, Marokko, Algerije, Tunesië, Libië, Egypte, Israël, Gibraltar, Balearen.
De habitat bestaat uit scrubland, gematigde bossen en weilanden.

## Beschermingsstatus
Door de internationale natuurbeschermingsorganisatie IUCN is aan drie soorten een beschermingsstatus toegewezen. Een soort wordt als 'veilig' beschouwd (Least Concern of LC), een soort als 'onzeker' (Data Deficient of DD) en een soort als 'gevoelig' (Near Threatened of NT).